# ۳-برموفوران
۳-برموفوران (به انگلیسی: 3-Bromofuran) یک ترکیب شیمیایی با شناسه پاب‌کم ۸۹۱۶۴ است. 